# Thaïs Henríquez Torres
Thaïs Henríquez Torres (Las Palmas de Gran Canaria, 29 d'octubre de 1982) és una nedadora de natació sincronitzada espanyola, guanyadora de dues medalles olímpiques.

## Biografia
Va néixer el 29 d'octubre de 1982 a la ciutat de Las Palmas de Gran Canaria, població situada a l'illa de Gran Canària.

## Carrera esportiva
Sota la direcció d'Anna Tarrés ha participat en la prova per equips de natació sincronitzada als Jocs Olímpics d'Estiu de 2008 realitzats a Pequín (República Popular de la Xina), on va aconseguir guanyar la medalla de plata i als Jocs Olímpics d'Estiu de 2012 a Londres, on va ser bronze.
Al llarg de la seva carrera ha guanyat nou medalles en el Campionat del Món de natació, entre elles una medalla d'or, i vuit medalles en el Campionat d'Europa de natació, quatre d'elles d'or.
Al setembre de 2012, arran de la polémica carta pública de 15 ex nadadores contra l'ex seleccionadora espanyola Anna Tarrés pels seus mètodes d'entrenament, ha afirmat que «Las entrenadoras no son santas, pierden los nervios. En alta competición se utilizan muchas expresiones que son fuertes. No nos piden las cosas por favor, precisamente. Muchas veces las formas son bruscas.»